# NGC 47
NGC 47 (también conocida como NGC 58, MCG -1-1-55, IRAS00119-0726 y PGC 967) es una galaxia espiral barrada localizada en la constelación de Cetus. Tiene doble entrada en el Nuevo Catálogo General. Fue descubierta en 1886 por Ernst Wilhelm Leberecht Tempel. Su nombre alternativo NGC 58 se debe a la observación de Lewis Swift, quien no sabía que Tempel ya había descubierto el objeto celeste anteriormente. Aparece como una nebulosa espiral pequeña y tenue con un núcleo brillante y es ligeramente ovalada.
Está aproximadamente a 236 millones de años luz de la Tierra, medido por medio de una "estimación de corrimiento al rojo" genérica.